# Leptotarsus (Macromastix) albiplagius
Leptotarsus (Macromastix) albiplagius is een tweevleugelige uit de familie langpootmuggen (Tipulidae). De soort komt voor in het Australaziatisch gebied.